# Бурре ми минор
Бурре ми минор ― двухголосная пьеса Иоганна Себастьяна Баха для лютни. Это пятая часть Сюиты ми минор (BWV 996), написанной Бахом между 1708 и 1717 годами. Бурре ми минор ― одна из самых известных классических пьес среди гитаристов.
Бах записывал свои лютневые пьесы, используя традиционную нотную запись, а не табулатуру, которая предназначалась для записи произведений для лютни. Некоторые считают, что Бах играл свои лютневые композиции на клавире. В коллекции одного из учеников Баха, Иоганна Людвига Кребса, есть одно произведение («Praeludio – con la Suite da Gio: Bast. Bach»), в предисловии к которому написано «aufs Lauten Werck» (для лютневого клавесина).
Многие утверждают, что поскольку произведение написано в ми миноре, его очень трудно сыграть на лютне начала XVIII века, настроенную на игру в тональности ре минор.
Темп пьесы довольно быстрый, но при этом у неё спокойный характер. Композиция имеет простую двухчастную форму.
Первые 14 нот этой пьесы (транспонированные в соль минор) использует композитор Роберт Шуман в № 3 соч. 60. Шуман сочетает тему «Бурре» с мотивом B-A-C-H.